# ليونيل فورنير
ليونيل فورنير هو منافس ألعاب قوى كندي، ولد في 1917 في Pincher Creek ‏ في كندا، وتوفي في 1993 في كنمور في كندا.

## وصلات خارجية
- ليونيل فورنير على موقع أوليمبيديا (الإنجليزية)